# 貞松龍壱
貞松 龍壱（さだまつ りゅういち）は、日本の漫画家、挿絵画家、イラストレーター、メカデザイナー。

## 作品リスト

### 漫画作品

#### 連載
- Mortal METAL 屍鋼（原案：佐藤順一、『月刊コミックブレイド』2011年[2] - 2013年） - 作画担当。
- BUSTER DRESS（『別冊少年マガジン』2016年[3] - 2018年）
- 宇宙検閲官（『LINEマンガ』2020年 - 2023年）
- 合体アトランジャー（『電撃ホビーウェブ』2020年 - 2021年、原作：アオシマ、原案・脚本：柳生圭太〈合同会社ランペイジ〉、清水圭〈株式会社はるばる〉、連載協力：電撃ホビーウェブ〈KADOKAWA〉） - 作画担当。単行本未発行。
- パンをナメるな！（『マンガワン』2024年5月3日[4] - 連載中）

#### 読み切り
- ホームセンターOKAjiMA1546（『IF〜タイムスリップ・ストーリーズ〜』2011年[5]）
- 宇宙検閲官 -Cosmic Censorship-（『月刊コミックアライブ』2014年1月号）
- 暴虐令嬢は挫けない（原作：海冬レイジ、『機巧少女は傷つかない アンソロジーコミック』2014年） - 『機巧少女は傷つかない』のアンソロジー寄稿作品[6]。
- とあるスキル依存ハンターの思ひ出。（『モンスターハンター 10週年記念アンソロジーコミック』1巻、2014年） - モンスターハンターシリーズのアンソロジー寄稿作品[7]。
- SD頑駄無 リアル形態紀伝（『月刊ヤングマガジン』2019年3号[8]） - 『SDガンダムスペシャルアンソロジー』に収録。
- 第1回チキチキ！キヴォトスW-1選手権 轟輪大祭（『ブルーアーカイブ コミックアンソロジー VOL.5』2024年[9]） - 『ブルーアーカイブ』のアンソロジー寄稿作品。
- もみじのπあ〜る事情（原作：ねことうふ、『お兄ちゃんはおしまい！ 公式アンソロジーコミック』5巻、2024年[10]） - 『お兄ちゃんはおしまい！』のアンソロジー寄稿作品。
- まひろとファントム・ペイン（原作：ねことうふ、『お兄ちゃんはおしまい！ 公式アンソロジーコミック』6巻、2025年） - 『お兄ちゃんはおしまい！』のアンソロジー寄稿作品。

### イラスト
- モンスターハンターシリーズ（ファミ通文庫、2014年2月28日 - 2016年）
  - モンスターハンター フロンティアG 灼熱の刃（2014年）
  - モンスターハンター 天衣無縫のD（2015年）
  - モンスターハンター アンソロジーノベル 狩魂（2015年）
  - モンスターハンター 氷雪無尽の獄狼竜（2015年）
  - モンスターハンター 穿天無双の巨戟龍（2016年）
- モンスターハンター：ワールド オトモダチ調査団（角川つばさ文庫、2018年）
- ドラガリアロスト 王子とドラゴンの力（角川つばさ文庫、2019年）

### メカデザイン
- ギルドレ（著：朝霧カフカ、『ヤングマガジンサード』2014年 - 2016年）メカニックデザイン[11]
- エイルン・ラストコード 〜架空世界より戦場へ〜
  - 小説（MF文庫、2015年 - 2019年）ロボ作劇・メカデザイン
  - 漫画（『月刊コンプエース』2019年 - ）メカデザイン原案

### 書籍
- 『Mortal METAL屍鋼』、佐藤順一（原案）、マッグガーデン〈BLADE COMICS〉2012年 - 2013年、全2巻
  1. 2012年8月10日発売[12]、ISBN 978-4-8000-0033-0
  2. 2013年5月10日発売[13]、ISBN 978-4-8000-0146-7
- 『BUSTER DRESS』、講談社〈講談社コミックスマガジン〉2016年 - 2018年、全4巻
  1. 2016年8月9日発売[14][15]、ISBN 978-4-06-395749-5
  2. 2017年3月9日発売[16]、ISBN 978-4-06-395907-9
  3. 2017年11月9日発売[17]、ISBN 978-4-06-510238-1
  4. 2018年3月9日発売[18]、ISBN 978-4-06-511060-7
- 『宇宙検閲官』、LINE Digital Frontier〈LINEコミックス〉2021年 - 2023年、全5巻（4巻以降は電子のみ）
  1. 2021年1月15日発売[19]、ISBN 978-4-86697-137-7
  2. 2021年8月12日発売[20]、ISBN 978-4-86697-205-3
  3. 2022年6月15日発売[21]、ISBN 978-4-86697-264-0
  4. 2023年8月1日発売、ASIN B0CD1K9C9P
  5. 2023年11月1日発売、ASIN B0CLRF2WMH
- 『パンをナメるな！』、小学館〈裏少年サンデーコミックス〉2024年 - 刊行中、既刊1巻（2024年8月8日現在）
  1. 2024年8月8日発売[22][23]、ISBN 978-4-09-853525-5

### その他
- 『モンスターハンター Visual & Memorial Archives』〈週刊ファミ通編集部〉2015年7月31日発売、ISBN 978-4-04-733004-7、描き下ろしコラム
- アトランジャー（青島文化教材社、2020年）プラモデルデザイン[24]